# Mike Judge
Michael Craig Judge, detto Mike (Guayaquil, 17 ottobre 1962), è un animatore, produttore televisivo, doppiatore, regista e sceneggiatore statunitense, più noto come il creatore di Idiocracy e delle serie televisive animate Beavis and Butt-head, King of the Hill e The Goode Family.

Firma di Mike Judge

Inoltre ha scritto e diretto le pellicole Beavis & Butt-Head alla conquista dell'America, Impiegati... male! e Idiocracy, ed è anche intenzionato a produrre un film animato su King of the Hill. Inoltre è il creatore della serie TV Silicon Valley.

## Filmografia parziale

### Regista e sceneggiatore
- The Honky Problem - cortometraggio d'animazione (1991)
- Beavis & Butt-Head alla conquista dell'America (1996)
- Impiegati... male! (1999)
- Idiocracy (2006)
- Extract (2009)
- Beavis & Butt-Head alla conquista dell'universo (2022)

### Attore

#### Cinema
- Airheads - Una band da lanciare (Airheads), regia di Michael Lehmann (1994)
- Impiegati... male! (Office Space), regia di Mike Judge (1999)
- Spy Kids, regia di Robert Rodriguez (2001)
- Spy Kids 2 - L'isola dei sogni perduti (Spy Kids 2: The Island of Lost Dreams), regia di Robert Rodriguez (2002)
- Tutta colpa di Sara (Serving Sara), regia di Reginald Hudlin (2002)
- Missione 3D - Game Over (Spy Kids 3-D: Game Over), regia di Robert Rodriguez (2003)
- Extract, regia di Mike Judge (2009)
- R.I.P.D. - Poliziotti dall'aldilà (R.I.P.D.), regia di Robert Schwentke (2013)
- Punching Henry, regia di Gregori Viens (2016)
- The Front Runner - Il vizio del potere (The Front Runner), regia di Jason Reitman (2018)
- Some of Our Stallions, regia di Carson Mell (2021)

#### Televisione
- Frasier – serie TV, 1 episodio (2003)
- Dr. Miracles – serie TV (2006)
- The Secret Policeman's Ball - speciale televisivo (2012)
- You and Your Fucking Coffee – serie TV, 1 episodio (2013)
- Sherman's Showcase – serie TV, 1 episodio (2019)
- Better Things – serie TV, 1 episodio (2020)

#### Cortometraggi
- The Honky Problem, regia di Mike Judge (1991)
- Frog Baseball, regia di Mike Judge (1992)
- Peace, Love & Understanding, regia di Mike Judge (1992)
- Office Space, regia di Mike Judge (1992)
- Tallica Parking Lot, regia di Juno John Lee (2013)

### Doppiatore
- Beavis & Butt-Head – serie animata, 248 episodi (1994-in corso)
- Saturday Night Live – serie TV, 5 episodi (1993-2002)
- Late Show with David Letterman – serie TV, 2 episodi (1993-2009)
- The Head - La testa (The Head) – serie animata, 1 episodio (1994)
- Beavis and Butt-Head – videogioco (1994)
- Beavis and Butt-Head in Virtual Stupidity – videogioco (1995)
- Beavis & Butt-Head alla conquista dell'America, regia di Mike Judge (1996)
- Beavis and Butt-Head: Wiener Takes All – videogioco (1996)
- I Simpson – serie animata, 1 episodio (1997)
- King of the Hill – serie animata, 258 episodi (1997-2010)
- Beavis and Butt-Head: Bunghole in One – videogioco (1998)
- Beavis and Butt-Head Do U. – videogioco (1999)
- South Park - Il film: più grosso, più lungo & tutto intero (South Park: Bigger, Longer & Uncut), regia di Trey Parker (1999)
- King of the Hill – videogioco (2000)
- Aqua Teen Hunger Force – serie animata, 1 episodio (2006)
- The Goode Family – serie animata, 13 episodi (2009)
- The Cleveland Show – serie animata, 2 episodi (2010-2012)
- Jimmy Kimmel Live! – serie TV, 2 episodi (2011)
- I Griffin (Family Guy) – serie animata, 3 episodi (2013-2022)
- Nerdland, regia di Chris Prynoski (2016)
- Sandy Wexler, regia di Steven Brill (2017)
- Mike Judge Presents: Tales from the Tour Bus – serie animata, 16 episodi (2017-2018)
- Beavis & Butt-Head alla conquista dell'Universo (Beavis and Butt-Head Do the Universe), regia di John Rice e Albert Calleros (2022)

## Doppiatori italiani
Nelle versioni in italiano dei suoi lavori, Mike Judge è stato doppiato da:
- Angelo Maggi in Spy Kids, Spy Kids 2 - L'isola dei sogni perduti, Missione 3D - Game Over
- Luca Biagini in Sandy Wexler

Da doppiatore è sostituito da:
- Luigi Rosa in Beavis and Butt-head
- Paolo Rossi in Beavis and Butt-head
- Faso in Beavis and Butt-head
- Elio in Beavis and Butt-head
- Tony Fuochi in Beavis and Butt-head
- Massimiliano Lotti in Beavis and Butt-head
- Sergio Romanò in Beavis and Butt-head
- Antonello Governale in Beavis and Butt-head
- Alessio Cigliano in Beavis and Butt-head
- Neri Marcorè in Beavis and Butt-head
- Dante Biagioni in Beavis and Butt-head
- Gianni Bersanetti in Beavis and Butt-head
- Fabrizio Biggio in Beavis and Butt-head
- Francesco Mandelli in Beavis and Butt-head
- Dario Oppido in Beavis and Butt-head
- Marco Mete in South Park - Il film: più grosso, più lungo & tutto intero
- Roberto Stocchi in King of the Hill, The Cleveland Show
- Mino Caprio in King of the Hill
- Daniele Barcaroli in King of the Hill
- Franco Mannella in Mike Judge Presents: Tales from the Tour Bus